# Delos Records
Delos Records — американская независимая фирма звукозаписи, специализирующаяся на академической музыке.
Основана в 1973 г. Амелией Хейгуд, вице-президент по работе с музыкантами — пианистка Кэрол Розенбергер.
Первоначальной концепцией Делоса было представление на рынке звукозаписей недооценённых, мало записывающихся музыкантов (в частности, дирижёра Джеймса Де Приста и клавесиниста Малкольма Гамильтона). Со временем важное место в продукции Делоса стали занимать альбомы классической музыки, специально подобранные для детской и юношеской аудитории и преследующие цели популяризации и просветительства. В то же время среди музыкантов, в разное время записывавшихся для Delos Records, были Клара Рокмор, Дмитрий Хворостовский, Сюзен Макдоналд, Марина Домашенко, Янош Штаркер, Евгения Цукерман, Раффаэле Тревизани и другие выдающиеся музыканты.